# Kreuzzug in Jeans
Kreuzzug in Jeans ist ein niederländischer Spielfilm aus dem Jahre 2006. Der Film entstand nach dem gleichnamigen Roman von Thea Beckman.

## Handlung
Dolf Vega ist ein 15-jähriger Niederländer und ein begabter Fußballspieler. Er spielt in der niederländischen Jugendnationalmannschaft und vergibt als Stürmer eigensinnig in einem wichtigen Spiel in der deutschen Stadt Speyer die Chance zu einem entscheidenden Tor. Die Mannschaftskameraden sind sauer auf ihn und er auf sich selbst. Er würde seine Eigensinnigkeit am liebsten rückgängig machen. Und dies erscheint ihm sogar möglich, denn seine Mutter Mary ist eine Wissenschaftlerin, die an einer Zeitmaschine arbeitet. Dolf dringt nachts in das Labor ein und es gelingt ihm sogar bis in den abgesicherten Raum der Zeitmaschine vorzudringen. Der Raum ist jedoch mit einer Alarmanlage gesichert und so muss Dolf die Zeitmaschine unter Stress betätigen und tippt  
aus Versehen in das Feld für den Zeitraum das Passwort für die Maschine ein. So landet er zwar in Speyer, allerdings im Hochmittelalter des Jahres 1212 statt kurz vor dem wichtigen Fußballspiel. Dort stößt er auf den Kinderkreuzzug mit einer Schar von Kindern und Jugendlichen, die auf dem Weg nach Jerusalem sind. In einem Kreuzzug wollen sie die heilige Stadt von den Muslimen befreien. Dolf wird in seiner eigentümlichen Kleidung als verrückter, aber sympathischer Junge wahrgenommen. Als er noch ein Kind vor dem Ertrinken rettet, da er als einziger schwimmen kann, wird er zum Helden, was ihm jedoch nicht nur Freunde einbringt. Dennoch sind seine Fähigkeiten für die Kinder von lebensnotwendiger Wichtigkeit geworden und Dolf zieht mit ihnen nach Italien, um dort mit dem Schiff nach Jerusalem überzusetzen. Er bleibt auch bei den Kindern, weil er sich in die hübsche Jenne verliebt hat.
Daheim macht sich Mary Vega mit ihrem Kollegen auf die Suche nach ihrem verschwundenen Sohn. Durch Geschichtsbücher finden sie Informationen über einen merkwürdigen Jungen. Aufgrund von Zeichnungen, die der Geistliche Thaddeus angefertigt hat, finden sie schließlich den Ort, wo Dolf sich aufhält, und holen ihn aus der Vergangenheit zurück in die Gegenwart. Doch Jenne, die Dolf eigentlich mit in seine Zeit mitnehmen wollte, konnte von der Zeitmaschine nicht erfasst werden.
Dolf reist mithilfe seiner Mutter erneut in die Vergangenheit, um Jenne in die heutige Zeit zu holen. Die Mutter möchte beide nach drei Wochen aus dem Kolosseum im Rom zurückbringen. Ob sie es schafft, wird nicht klar, da in den letzten Szenen des Films bereits Sicherheitskräfte unterwegs sind, um sie festzunehmen, weil sie sich illegal Zutritt zu der Zeitmaschine verschafft hat.

## Hintergrund
Der Jugendabenteuerfilm war bereits in den Niederlanden ein Kassenerfolg und erlebte seine deutsche Erstaufführung im Rahmen des Kinderfilmfestes der Berlinale 2007. Der Film kam am 27. September 2007 in die deutschen Kinos.

## Unterschiede zwischen Buch und Film
- Im Buch reist Rudolf aus purer Neugier ins Mittelalter, um in Mittelfrankreich des Jahres 1212 ein Ritterturnier zu sehen. Im Film will Rudolf in die Vergangenheit reisen, um seinen Fehler bei einem großen Fußballspiel wiedergutzumachen.
- Im Buch nennt sich Rudolf bei dem Kinderkreuzzug Rudolf von Amsterdam. Im Film sagt er den Kindern, er sei der Sohn des Herzogs von Rotterdam.
- Im Film werden Rudolfs Taten in den vom Mönch Thaddeus verfassten Chroniken erwähnt. Im Buch werden Rudolfs Taten nicht schriftlich festgehalten.
- Die Figuren Leonardo Fibonacci und Mariechen werden im Film außer Acht gelassen.
- Die Figur der Jenne, in die sich Rudolf verliebt, taucht im Buch nicht auf.
- Im Buch ist Rolf auch nicht fußballbegabt, im Film dagegen schon.

## Kritiken
- Programmkino.de: Insgesamt gefällt der unterhaltsam die Lebens- und Denkweisen unterschiedlicher Epochen einander gegenüber stellende Jugendfilm aufgrund seiner Möglichkeit, Historie und Fiktion miteinander zu verbinden. Er beantwortet zwar nicht alle Fragen, regt aber an, sich in vorhandene Literatur einzulesen und selber nachzuforschen.
- film-dienst 20/2007: Aufwändig in Szene gesetzter Abenteuerfilm für Jugendliche; zwar mit einigen Zugeständnissen an den Massengeschmack, zeichnet er gleichwohl spannend und kenntnisreich das Mittelalter der Bauern, Bettler und Waisen nach und lässt dabei auch Fragen nach Werten, Toleranz und Glauben einfließen.
- TV Spielfilm: Nach dem Jugendroman der Niederländerin Thea Beckman entstand ein schöner und spannender Film, der klug Historie mit Fiktion und Witz mischt. Denn wie heißt der MP3-Player im Mittelalter? Troubadour in der Schachtel... Kino mit Dreifacheffekt: clever, spannend und auch noch lehrreich.[1]

## Auszeichnungen
Kreuzzug in Jeans wurde in den Niederlanden 2007 mit dem Goldenen Kalb in der Kategorie Bester Spielfilm und Bester Schnitt ausgezeichnet.

## Soundtrack
Die Songs im Film wurden von dem belgischen Musiker Piet Goddaer (Ozark Henry) komponiert und produziert. Den orchestralen Filmscore komponierte Jurre Haanstra.